# Armando Martínez (músico)
Armando Martínez (Valle de la Pascua, Guárico, Venezuela, 31 de diciembre de 1957) es un cantante y compositor venezolano de joropo, conocido con el apodo de El Cantaclaro de Venezuela.
Su niñez transcurre bajo la protección de sus padres y abuelos donde demuestra sus dotes artísticos fabricando sus propios instrumentos musicales.

## Carrera
Los primeros pasos artísticos los dio con la coral del Instituto Universitario de Tecnología de los Llanos, dirigido por el profesor José Oscar Guerra. Participó en el primer Festival Nacional de Música Llanera Panoja de Oro, donde ocupó el segundo lugar lo que le permitió grabar en 1980 un disco de 45 con la canción que interpretó en dicho festival con el apoyo de Reinaldo .
Pasea su potente voz por Venezuela y más allá de sus fronteras, además de que tiene muchos trabajos discográficos en su haber. Ha recibido diversos galardones como premio a sus cualidades vocales, Florentino de Oro, versión 1987, Venus de la Prensa, Ronda de Oro, Maracaya de Oro, Mara de Oro, Dos de Oro, entre otros. 
Su voz por ser clara, recia y potente le valió que fuera bautizado como “El Cantaclaro de Venezuela”. Esto le ha ayudado a que, actualmente, sea uno de los cantantes llaneros más cotizados en los espectáculos criollos, ferias, reuniones sociales, entre otros, tanto Venezuela como en Colombia.
Una de sus producciones con mayor éxito data del año 1998 y contiene temas como: Déjate Querer y ninguno te querrá igual

## Temas
Entre los temas e interpretaciones en la voz de Armando Martínez se destacan:
- Desde que te estoy amando
- A nadie has querido
- Que voy a hacer sin ti
- Si mi Dios me lo permite
- Víbora del mal
- Allá en Valle de la Pascua
- La muerte anda borracha
- El gabán coleador
- Mi tristeza
- Imagen de Venezuela
- Déjate querer
- Ninguno te querrá igual
- Cuando deje de colear
- Si así era que tu querías
- Sin ella no vivo
- Alcaraván del camino
- Décimas de amor por el coleo
- Homenaje a Cheo Hernández Prisco/Al poeta, coplero y coleador
- Perseverancia del Indio/Homenaje a Reynaldo Armas
- Joropo siempre joropo
- Cuando cuelgue mis espuelas
- Soy gallo viejo
- Cantadores de hoy y siempre
- Monumento Señorial
- Cristal de los recuerdos
- Se la llevó el portuguesa
- Obsesión
- Al otro lado del río
- Coleando
- Como Quisiera Olvidarte
- Palmares de Calabozo
- Guayabo empedernido
- No Lloro porque te fuiste
- Por amor al coleo
- Romance, Copla y Coleo
- Tatuaje
- Décimas a José Romero Bello (ft. Andrés García)